# 五郷郵便局
五郷郵便局（いさとゆうびんきょく）は三重県熊野市にある郵便局。民営化前の分類では集配特定郵便局であった。

## 概要
住所：〒519-4699 三重県熊野市五郷町桃崎354-1

## 沿革
- 1901年（明治34年）2月1日 - 桃崎郵便局（三等）として開設[1]。
- 1909年（明治42年）6月1日 - 五郷（いつさと）郵便局に改称[1]。
- 2007年（平成19年）2月1日 - 寺谷簡易郵便局の一時閉鎖（同年5月7日に、移転の上再開された[2]）に伴い、取扱業務を引継[3]。
- 2007年（平成19年）10月1日 - 民営化に伴い、併設された郵便事業熊野支店五郷集配センターに一部業務を移管[4]。
- 2012年（平成24年）10月1日 - 日本郵便株式会社発足に伴い、郵便事業熊野支店五郷集配センターを五郷郵便局に統合。

## 取扱内容
- 郵便、印紙、ゆうパック、内容証明[5]
- 貯金、為替、振替、振込、国債[5]
- 生命保険、バイク自賠責保険[5]
- ゆうちょ銀行ATM[5]
- 「519-46xx」区域（熊野市の一部：五郷町地域）の集配業務

## 周辺
- 熊野市立五郷小学校
- 熊野市立五郷中学校
- 熊野石蔵美術館

## アクセス
- 熊野市自主運行バス（飛鳥・五郷線） 桃崎大橋停留所から徒歩
- 駐車場あり：3台